# Louis-Jean de Nicolaÿ
Conde Luís João Maria Bento Afonso Raimundo de Nicolaÿ, em francês:  Louis Jean Marie Benoit Alphonse Raymond de Nicolaÿ (Le Mans, 18 de setembro de 1949), é um aristocrata e político francês membro do partido Les Républicains, foi eleito Senador por Sarthe em setembro de 2014, sendo bisneto da princesa Isabel e tataraneto do imperador Pedro II.

## Biografia
Louis-Jean de Nicolaÿ nasceu em Le Mans em 18 de setembro de 1949, sendo filho primogénito do Conde René de Nicolaÿ, que morreu quando ele tinha 5 anos de idade, e de Pia Maria de Orléans e Bragança, era sobrinho de Guy e de François de Nicolaÿ. Seus avós paterno era Jean, Marquês de Nicolaÿ e a condessa Yvonne de Thalouët-Roy; já seus avós maternos era o príncipe Luís do Brasil e a princesa Maria Pia das Duas Sicílias.
Graduado em direito empresarial, graduado pelo Instituto de Estudos Políticos de Paris, foi diretor da Le Blanc de Nicolaÿ (LBN), uma corretora de resseguros de 1977 a 1998. Durante sua carreira profissional, Louis-Jean de Nicolaÿ foi um conselheiro municipal, prefeito de Le Lude e conselheiro geral.
Após a aquisição do Le Blanc de Nicolaÿ pela AON, dedicou-se mais à política e tornou-se conselheiro regional (1998-2014) e presidente da comissão económica do conselho regional (2002-2004). No conselho geral, ele é presidente da comissão de finanças, presidente da Sarthe Development e presidente do sindicato misto para o desenvolvimento digital. Ele é, até sua eleição para o senado, vice-presidente do conselho geral. Ele também é presidente do comitê agrícola do cantão de Lude desde 1987.
Em 30 de março de 2014, Louis-Jean de Nicolaÿ foi eleito prefeito de Lude com 1.295 votos (68,77%), e em 14 de abril, presidente da comunidade de municípios Bassin Ludois por maioria absoluta (24 votos e três abstenções).
Dentro de Junho de 2014, a lista de Louis-Jean de Nicolaÿ, que também inclui Fabienne Labrete-Ménager e Fabien Lorne, obtém o apoio de François Fillon na comissão de investidura da UMP para as eleições senatoriais. Foi eleito senador por Sarthe com 348 votos (23,09%) em 28 de setembro.
Ele apoiou François Fillon para a primária presidencial republicana de 2016.
Ele fez parte do conselho de administração da Agência Nacional de Coesão Territorial (ANCT) e foi reeleito para o Senado em 27 de setembro de 2020.
Louis-Jean de Nicolaÿ é administrador do La Demeure historique, responsável pelas relações com os parlamentares.

## Vida privada
Louis-Jean de Nicolaÿ casa-se com a Condessa Barbara d'Ursel de Bousies, da média nobreza belga. Filha do Conde Michel Alfred d'Ursel de Bousies e da Marquêsa Ferdinanda Diana, em 9 de agosto de 1980 em Luxemburgo. Licenciada em história e arqueologia, participou na reorganização dos jardins do Château de Lude, criou o festival dos jardineiros em 1994 e em 2000 o prémio Pierre-Joseph Redouté, premiando o melhor livro de jardinagem do ano. O casal tiveram quatros filhos.

## Descendência
| Nome           | Nascimento            | Notas!                                                                |
| -------------- | --------------------- | --------------------------------------------------------------------- |
| Marie-Adélaide | 16 de agosto de 1982  | Casou-se com o Conde Charles Antoine de Liedekerke, com descendência. |
| Marguerite     | 22 de julho de 1984   | Casou-se com Alban Miller Mackay.                                     |
| Antoine        | 7 de setembro de 1988 | Não casou.                                                            |
| Arnaud         | 25 de agosto de 1991  | Não casou.                                                            |